# Леведија
Леведија (мађ. Levédia) је била област коју су Мађари насељавали у 9. веку. Та област је лоцирана у данашњој источној Украјини. У то подручје Мађари су дошли из Магна Хунгарије, која је била западно од Урала.

## Историјска позадина
Подручје Хазарије коју до средине 9. века настањују Мађари Константин VII Порфирогенит је називао „Леведијом” иако тачну локацију данас није могуће идентификовати. Порфирогенит је говорио о Мађарима као владарима те области, али се сматра да су настањивали само релативно мало подручје поред реке Дон и да се назив односи само на ту област. Под навалом нових племена Хазара и Печењеза, Мађари су се повукли из тих крајева и преселили се на просторе познате под називом „Етелкез”.